# 뱀상과
뱀상과(Colubroidea)는 뱀목 뱀아목에 속하는 파충류 상과의 하나이다. 현존하는 모든 뱀 종의 약 85% 이상을 차지한다. 가장 큰 과는 뱀과지만, 적어도 6개 다른 과도 포함하고 있다. 단계통군을 형성하는 것으로 알려져 왔다

## 하위 과
- 각시뱀과 또는 칼라마리아과 (Calamariidae)
- 뱀과 (Colubridae)
- 디프사과 (Dipsadidae)
- 교뱀과 (Natricidae)
- 프세우도제노돈과 (Pseudoxenodontidae)